# Christian Berling (1815–1897)
Christian Theodor Berling, född 16 december 1815 i Lund, död 21 februari 1897 i Lund, var en svensk vice häradshövding och tecknare.
Han var son till akademiritmästaren Carl Fredrik Berling och Elisabet Fredrika Palm. Bland Berlings efterlämnade arbeten märks ett tecknat porträtt av föräldrarna.